# Willi Kollo

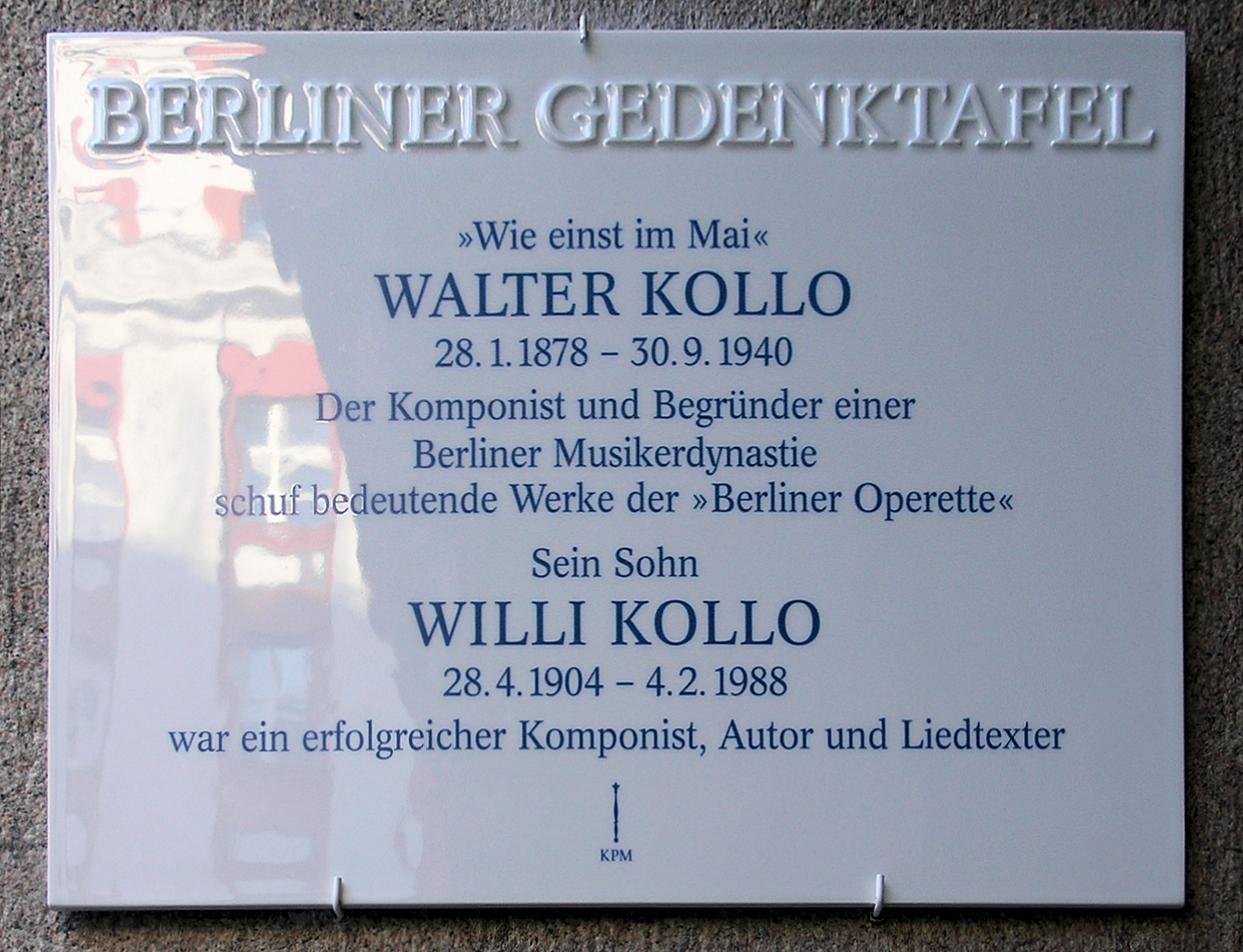
Plaque commémorative, Friedrichstraße 101, à Berlin-Mitte

Willi Kollo (de son vrai nom Kollodzieyski), né le 28 avril 1904 à Königsberg et décédé à Berlin le 4 février 1988, est un compositeur et auteur allemand.

## Biographie
Willi Kollo naît à Königsberg, alors en province de Prusse-Orientale en 1904. En 1906, la famille s’installe à Berlin. Willi fréquente le Hohenzollern-Gymnasium Willi et le Conservatoire Collini. Il apprend le piano. Il commence sa carrière très jeune âge comme proche collaborateur de son père, le compositeur Walter Kollo. Par exemple, à 12 ans il écrit des textes pour ses opérettes. À la fin des années 1920, il se fait un nom comme auteur de revues de cabaret à Berlin, notamment au « Weiße Maus ». Il obtient un succès tel que le célèbre compositeur d'opérette Hugo Hirsch lui confie les paroles de sa nouvelle opérette Der Fürst van Pappenhein. À partir de 1930, il écrit également des scénarios et de la musique de film. Après la Seconde Guerre mondiale, il quitte Berlin pour Hambourg. Il revient à Berlin en 1955. Il est le fondateur d'une société d'édition musicale, qui publie notamment ses propres chansons.
Willi Kollo est le père du ténor René Kollo.
Décédé à Berlin en 1988, il est enterré dans le cimetière Friedhof Heerstraße (tombe 13 C-2). Le 30 septembre 2010, une plaque commémorative à la mémoire Walter et Willi Kollo est dévoilée sur l'Admiralspalast de Berlin. Elle rappelle la collaboration entre le père (compositeur) et son fils (librettiste) pour l'opéra Marietta, dont la première eut lieu en 1917 au Metropol Theater de Berlin.